# Metopoceras roseata
Metopoceras roseata är en fjärilsart som beskrevs av Turati. Metopoceras roseata ingår i släktet Metopoceras och familjen nattflyn. Inga underarter finns listade i Catalogue of Life.